# Іхсан Хаддад
Іхсан Набіль Фархад Хаддад (араб. إحسان منيل فرحان حداد, нар. 5 лютого 1994, Ірбід) — йорданський футболіст, півзахисник клубу «Аль-Файсалі» з Аммана та національної збірної Йорданії. Відомий з виступами в низці йорданських клубів. Дворазовий чемпіон Йорданії.

## Клубна кар'єра
Іхсан Хаддад народився в місті Ірбід. Розпочав займатися футболом у футбольній школі клубу «Аль-Арабі» з рідного міста. Дорослу футбольну кар'єру розпочав 2011 року в основній команді того ж клубу. У складі «Аль-Арабі» грав протягом трьох років, зігравши у складі команди 47 матчів першості країни.
У 2014 році став гравцем клубу «Ар-Рамта», в який грав протягом одного сезону. У 2015 році Іхсан Хаддад став гравцем команди «Аль-Гуссейн» з Ірбіда, в якій грав протягом одного сезону. У 2016 році Хаддад знову став гравцем клубу «Ар-Рамта», в якій і цього разу грав протягом одного сезону. У 2017 році Іхсан Хаддад став гравцем клубу «Аль-Вахдат», у складі якого за підсумками сезону 2017—2018 років став чемпіоном країни.
До складу клубу «Аль-Файсалі» приєднався 2018 року. У сезоні 2018—2019 року у складі команди Іхсан Хаддад став чемпіоном країни. У 2020—2022 роках футболіст грав у складі іракського клубу «Аль-Кува Аль-Джавія», в складі якого став чемпіоном Іраку і володарем Кубка Іраку. У 2022 році повернувся до клубу «Аль-Файсалі».

## Виступи за збірні
Іхсан Хаддад грав у юнацьких збірних країни, протягомм 2014—2016 років залучався до складу молодіжної збірної Йорданії. На молодіжному рівні зіграв у 8 офіційних матчах.
2015 року Іхсан Хаддад дебютував у складі національної збірної Йорданії. У складі збірної був учасником кубка Азії з футболу 2019 року в ОАЕ, на якому зіграв 2 матчі групового турніру. На середину 2023 року зіграв у складі національної збірної 60 матчів, у яких відзначився 1 забитим м'ячем.

## Титули і досягнення
- Чемпіон Йорданії (3):

«Аль-Вахдат»: 2017-18
«Аль-Файсалі»: 2018-19, 2022
- Володар Кубка Йорданії (1):

«Аль-Файсалі»: 2018-19
- Володар Кубка щита Йорданії (2):

«Аль-Файсалі»: 2022, 2023
- Володар Суперкубка Йорданії (2):

«Аль-Файсалі»: 2020
«Аль-Хуссейн»: 2024
- Чемпіон Іраку (2):

«Аль-Кува Аль-Джавія»: 2020-21
«Аш-Шурта»: 2022-23
- Володар Кубка Іраку (1):

«Аль-Кува Аль-Джавія»: 2020-21